# 伊施波設
伊施波設（希伯來語：‎；，？—前1003年），天主教譯為依市巴耳，是以色列王國的第二位君主，他的父親是掃羅王。伊施波設是先王心腹押尼珥所擁立，但是並不是耶和華透過撒母耳膏立的君王，因此並不得到以色列人的承認。以色列聯合王國傳統上認為的第二位君主是大衛王。

## 登年早期
伊施波設在位的年期，目前歷史上有兩種講法：
1. 費毅榮認為是從前1010年到前1003年
2. 威廉·亞布萊特認為是從前1007年到前1005年

## 聖經相關章節
- 《撒母耳記下》第2章第1節至第4章第8節